# Divadlo Tábor
Divadlo Oskara Nedbala (D/O/N) Tábor je kulturní instituce v jihočeském Táboře. Památkově chráněnou budovu tvoří blok několika původně samostatných domů. Nejstarší částí je staré divadlo (dříve čp. 352), na rohu Divadelní a Palackého ulice, obrácené hlavním průčelím k severu, do ul. Palackého. K zadní části starého divadla přiléhá tzv. Tylův dům, čelní stranou obrácený do Divadelní ulice, se služebním vchodem do divadla (novorenesanční objekt z roku 1887 a Tylův dům mají dnes společné čp. 218). Nalevo na hlavní průčelí staré budovy navazuje původně obytný dům (dříve čp. 353) s diváckými prostorami. Mezi něj a dnešní prostor se šatnami herců (původně samostatný dům z roku 1876, stojící „vzadu“ – objekt sloužil jako zahradní domek, než ho Jan Domečka nechal přestavět v letech 1876–1877 na obytný dům se dvěma byty) bylo vestavěno nové hlediště. Divadlo, které je nepřehlédnutelnou dominantou Starého Města, je architektonicky originálním souborem původní novorenesanční divadelní budovy z roku 1887 a přestavby bývalého sousedícího empírového domu s využitím jeho přilehlých prostor. Venkovní výzdoba táborského divadla patří k nejbohatším na českých divadelních budovách (zajímavostí je i soška Kašpárka – symbolu divadelnictví na štítu nižší – zelené – budovy; je mnohými obyvateli Tábora považována za čerta a upomíná i na bratry Jana, Filipa a Emila Domečky, kteří byli „náruživými divadelními ochotníky“). Výtvarným řešením upoutá i divadelní interiér (jevištní portál, zvlněný půdorys balkónu).
Uvedenou přestavbou (v roce 1965) vznikl originální divadelní prostor, který má jedno jeviště a zároveň dvě hlediště na něj napojená. Tímto uspořádáním se stalo táborské divadlo středoevropskou raritou, což jen dokládá význam divadla pro kulturní život města.
Zřizovatelem divadla je Jihočeský kraj, odbor kultury a památkové péče Krajského úřadu Jihočeského kraje.

## Historie

### 1840–1886 (staré divadlo)

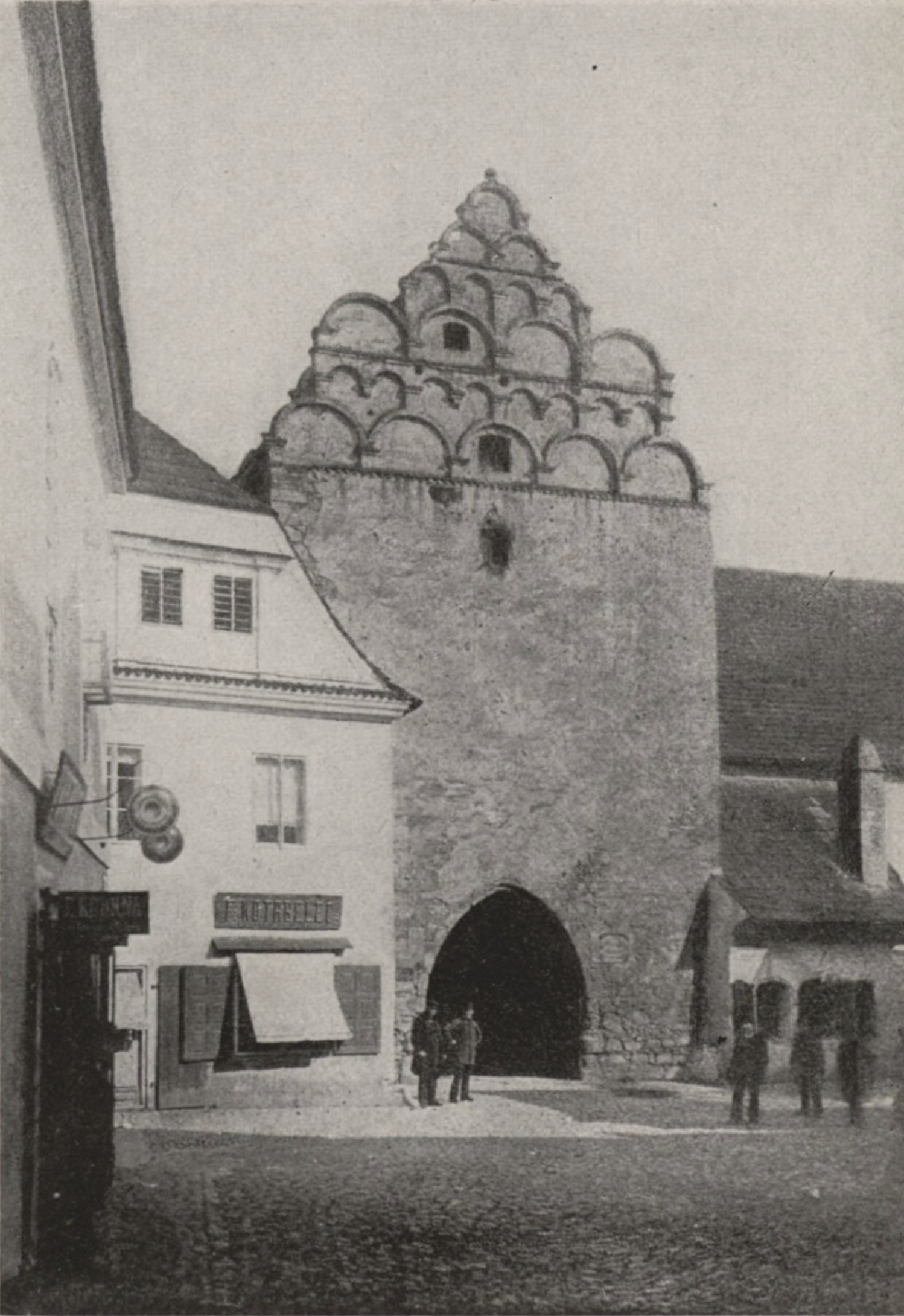
Pražská brána z pohledu od západu, vpravo patrná budova sýpky s původním divadlem (I. Šechtl, okolo roku 1880)

Divadlo se v Táboře hrávalo na různých místech již od dob baroka. Také snahy založit ochotnický soubor, většinou členy místní honorace, sahají až do 18. století. První zprávy o ochotnících jsou z roku 1785, další z představení, pořádaného v prostorách Střelnice (dnes spolkového kulturního domu, přezdívaného Jihočeský Žofín) v roce 1830.
První stálé divadlo vzniklo v letech 1840–1841 (také zásluhou MUDr. Eiselta, nadšeného ochotníka), v přízemí budovy městské sýpky, a fungovalo zde až do roku 1886 (v roce 1851 tu hrál Josef Kajetán Tyl). Sýpka stála mezi hradebními zdmi, v tzv. parkánu, na jižní straně Pražské brány.
Rozvoji divadla pomohla zásadním způsobem Společnost divadelních ochotníků, která (z iniciativy J. V. Žáka) vznikla ve městě v roce 1857. V době národně obrozeneckého hnutí, kdy se divadlo v Táboře hrálo většinou v němčině, začal spolek uvádět především česká představení.

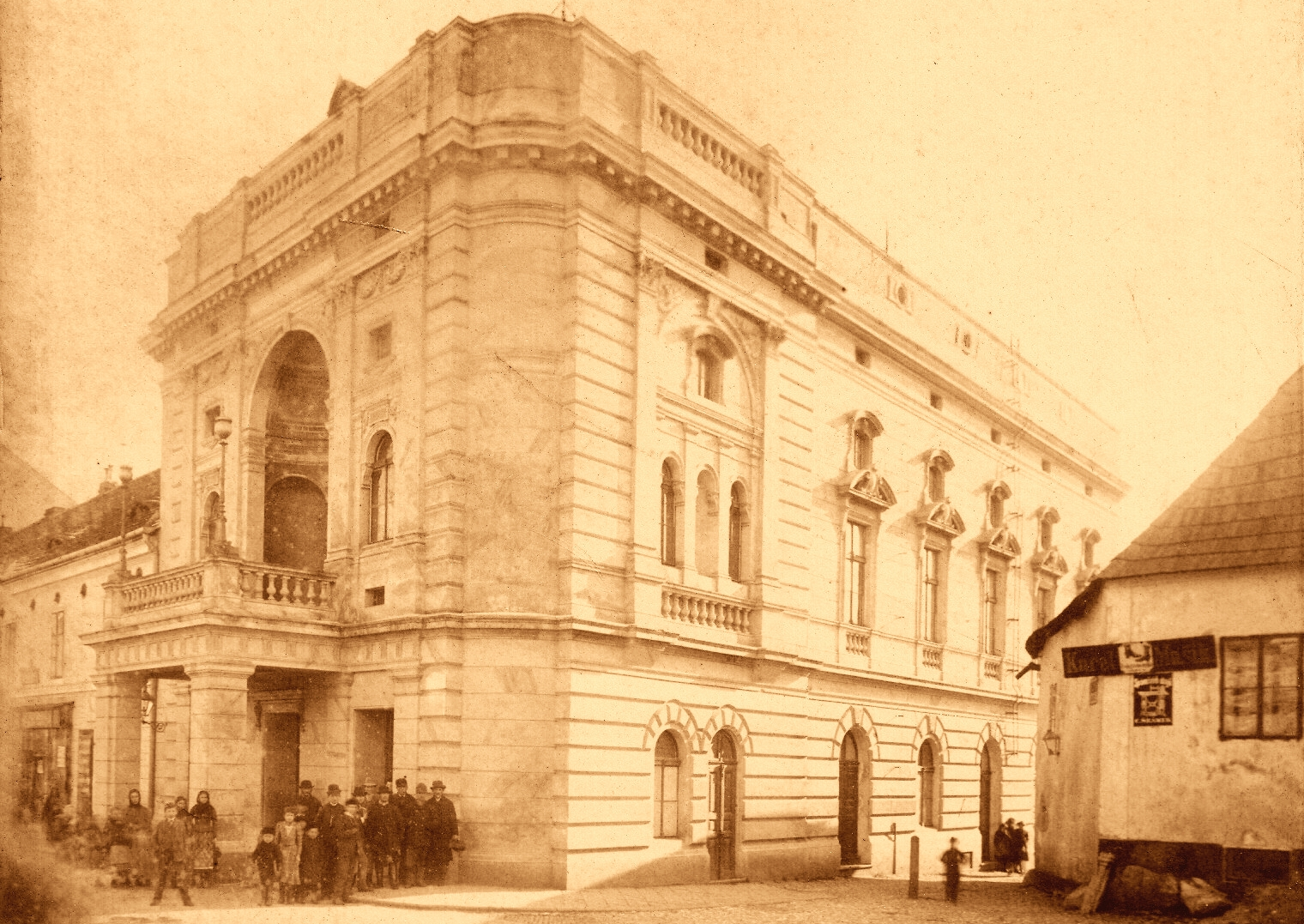
Divadlo Tábor – dobové foto

V táborském divadle stál u dirigentského pultu Antonín Dvořák, Zdeněk Fibich i Oskar Nedbal, hrála zde Sklenářová–Malá, herci Mošna, Vojan, Šamberk i houslista Kovařovic. K častým návštěvníkům údajně patřil i Karel Němec, syn spisovatelky Boženy Němcové, který v Táboře v letech 1870–1896 působil jako pedagog na zdejší Hospodářské a hospodářsko-průmyslové škole (ta se roku 1887 přetvořila ve Vyšší hospodářský ústav zemský, roku 1900 se z ústavu stala Královská česká zemská hospodářská akademie, dnes Vyšší odborná škola a Střední zemědělská škola).
Divadlo bylo postupně upravováno, vybavováno, díky radnímu Fialovi dostalo např. novou oponu. V letech 1864–1865 byly (podle návrhu „místoředitele“ reálného gymnázia Františka Šandy – reálka byla v Táboře otevřena až ve školním roce 1900/1901) vybudovány nové lóže. V roce 1869 probíhaly další jevištní úpravy, ale také se začalo mluvit o potřebě celkové rekonstrukce divadla.
Byl zřízen fond pro přestavbu divadla a pro jeho další rozšíření byl zakoupen sousední dům. Plány byly sice na nějakou dobu odloženy, ale v roce 1882 byl znovu přednesen návrh buď na kompletní přestavbu, nebo na novou stavbu. O návrh přestavby byl požádán pražský stavitel František Buldra st. (člen Svazu architektů a inženýrů), který byl také v letech 1881–1883 členem komise pro obnovu vyhořelého Národního divadla.
Nakonec bylo rozhodnuto postavit divadlo nové.
Staré divadlo ukončilo svou činnost posledním představením Vrchlického Noci na Karlštejně.

### 1886–1940 (nové divadlo)
Buldra předložil první plány přestavby, ale v platnost vstoupily nové regulační předpisy a bylo potřeba nově stanovit uliční čáru. Zbořit se musela i celá Pražská brána (tu dnes připomíná její půdorys, vyznačený v dlažbě, část pozůstatků lze nalézt i v suterénu divadla), a tím se vytvořilo místo pro novou budovu divadla. K dlouho připravované stavbě se přistoupilo v roce 1886. Buldra vykonával stavební dozor, pro samotnou realizaci stavby byl vybrán táborský stavitel František Klier se svojí společností, práce trvaly rok. V dalším roce se pracovalo na vnitřním vybavení a otevíralo se 4. prosince 1887.

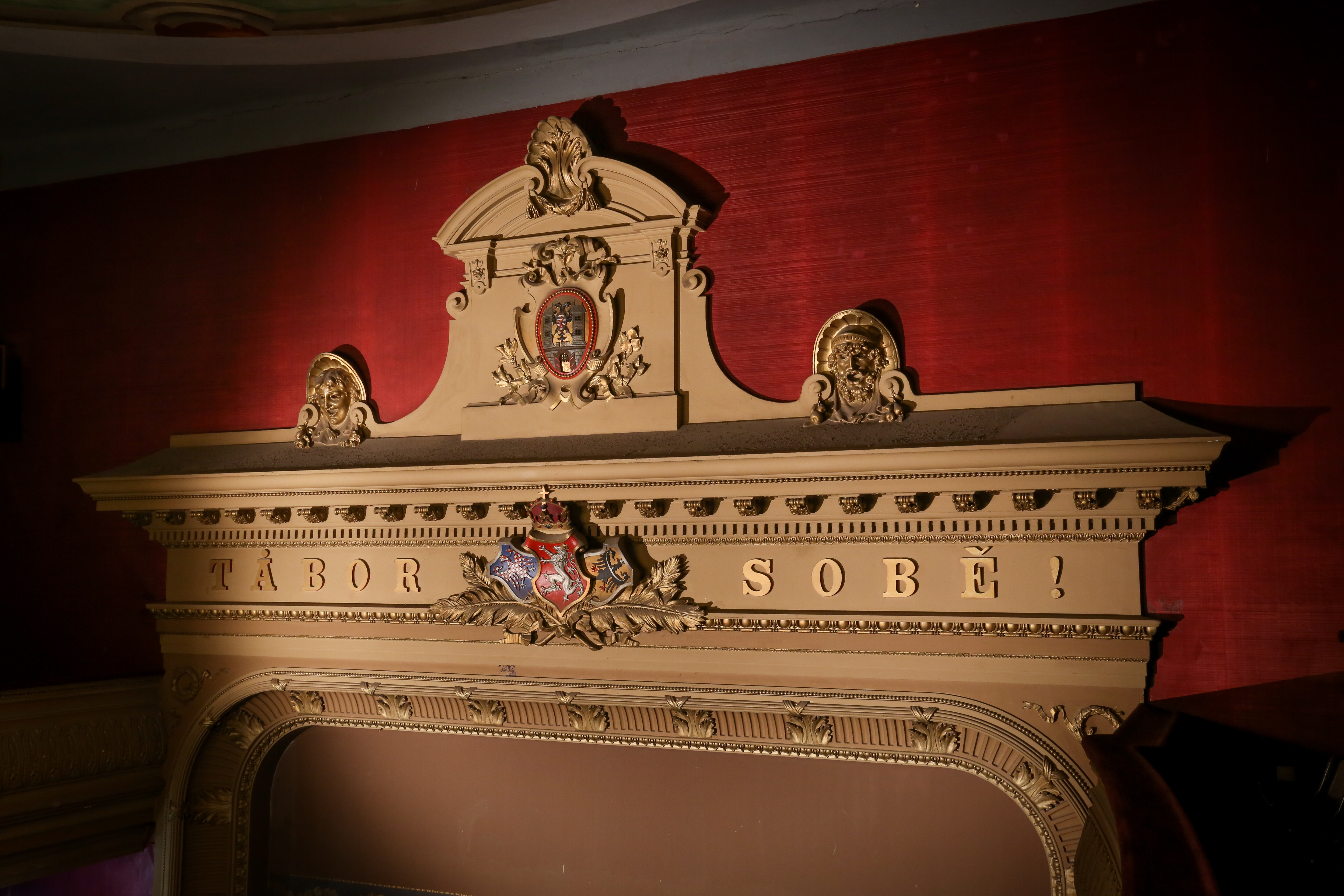
Malý sál, nápis „Tábor sobě“ nad oponou

Nový provoz byl (za přítomnosti starosty dr. Emanuela Zeise) zahájen předehrou ke Smetanově Hubičce, a poté táborští ochotníci předvedli Šubertovo drama Jan Výrava. Šubert byl tehdejším ředitelem Národního divadla a pomáhal ochotníkům se zkoušením jednotlivých rolí, se scénou, s kostýmy a byl také ten, kdo do táborského divadla přivezl první sedačky. Údajně byly z vypáleného Stavovského divadla.
Tvůrci táborské budovy se inspirovali stavbou Národního divadla v Praze, nebo spíše jejím předchůdcem – Prozatímním divadlem, na což odkazuje nejen novorenesanční tvar průčelí, ale také podoba a výzdoba interiérů, včetně hesla „Tábor sobě“ na portále, nad oponou jeviště. Náklady na stavbu divadla činily 38 447 zl, z toho táborská obec uhradila 26 136 zl., a zbytek zaplatila Společnost ochotníků, Divadelní družstvo a drobní dárci.
V roce 1904 bylo táborské divadlo elektrifikováno, osvětlení zaváděl sám František Křižík (který je často nazýván „českým Edisonem“). Další úpravy přišly v roce 1912. Upravoval se hlavní vstup, rozšiřoval se prostor pokladny a vznikl návrh parního vytápění. V roce 1920 byla zřízena telefonní stanice, byl vybudován sklad dekorací. V roce 1924 byly upravovány šatny, pracovalo se na novém proscéniu, nebo na osvětlení.
Velké změny přinesl rok 1937. Táborský architekt Václav Drozda navrhl úpravy hlediště. Místo dosavadních míst ke stání se v parteru přidávala sedadla, zmizel střední vstup do hlediště, a na balkóně byly zrušeny postranní lóže.
Změnil se i exteriér budovy, kvůli dopravě byl portikus před hlavním vchodem zbaven sloupů a zkrátil se balkón s balustrádou v patře budovy.

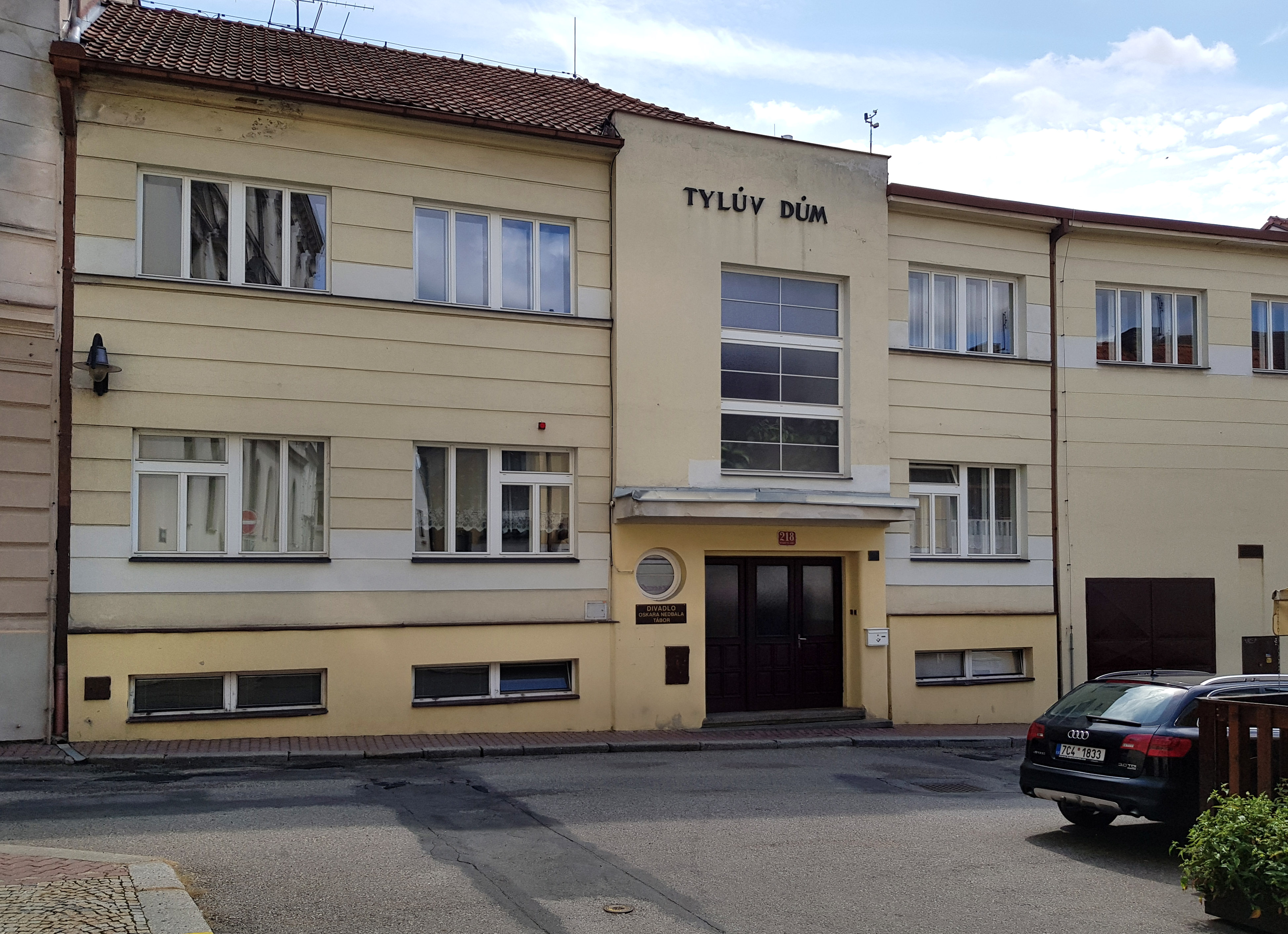
Tylův dům z Divadelní ulice

Drozda také navrhl přístavbu tzv. Tylova domu, na místě staršího přízemního domku, přiléhajícího k zadní zdi divadla. V patrovém domě byly umístěny herecké šatny, kanceláře, zkušebna, byt sluhy a další zázemí, které se do starého divadla nevešlo. Rekonstrukce v roce 1937 prováděl stavitel Josef Lang.

### 1940–1945
Ve válečných letech 1942–1945 působil v Táboře profesionální soubor Jihočeského národního divadla, kterému byla v Českých Budějovicích dočasně zakázána činnost a kterému táborští ochotníci poskytli, za cenu omezení vlastní činnosti, azyl.
Hrál zde např. František Husák, Ota Sklenčka, Nina Popelíková a další. Poslední dva zmiňovaní zde měli v roce 1945 svatbu. Po konci války divadlo zůstalo opět ochotnické a prvním představením v osvobozené vlasti byla Jiráskova Lucerna.

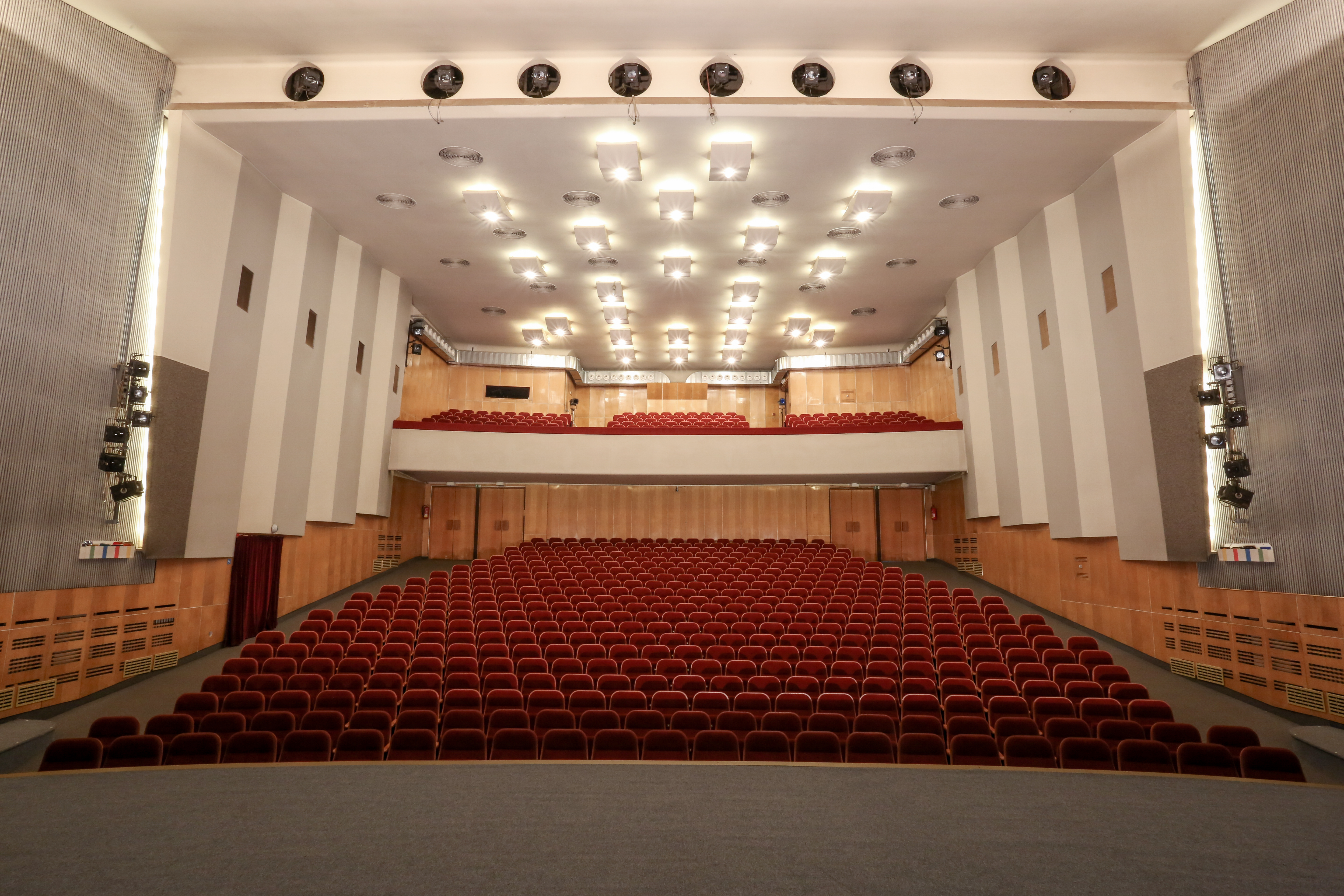
Velký sál

### 1958–1965 (dostavba)
V roce 1958 začaly přípravy další velké rekonstrukce. Ing. Drozda byl požádán o zpracování studie ke zvětšení kapacity divadla a zajištění většího komfortu pro diváky. Drozda dospěl k závěru, že bez větší přestavby divadlo zvětšit nelze, a navrhl postavit, v prostoru zahrady vedlejšího domu, nový sál.
Byly zakoupeny další sousední domy, původně obytný empírový dům, a další, menší dům, v zadní části vnitrobloku. Jejich dvory byly zakryty, do prostoru zakrytých dvorů bylo vestavěno nové, prostorné hlediště (podle projektu architektky Irmy Antonovičové). Nový, velký sál, byl v pravém úhlu napojen na zvětšené stávající jeviště (tedy k původní boční stěně starého jeviště). Malý sál – původní hlediště – zůstal v historické budově. Vznikla tak dvě divadla – malé a velké – se společným jevištěm a pod jednou střechou. Dům v Palackého ulici byl přebudován na velkorysé divácké prostory (foyer s šatnou, výstavní prostory, kavárnu s klubem, pokladny), dům na druhé straně sálu byl přestavěn na herecké šatny a další zázemí.
Původně měla být na jevišti vybudována točna, takže by teoreticky mohli herci hrát pro obě hlediště. Zabránil tomu nedostatek financí (plánovaný rozpočet 6 miliónů Kčs).

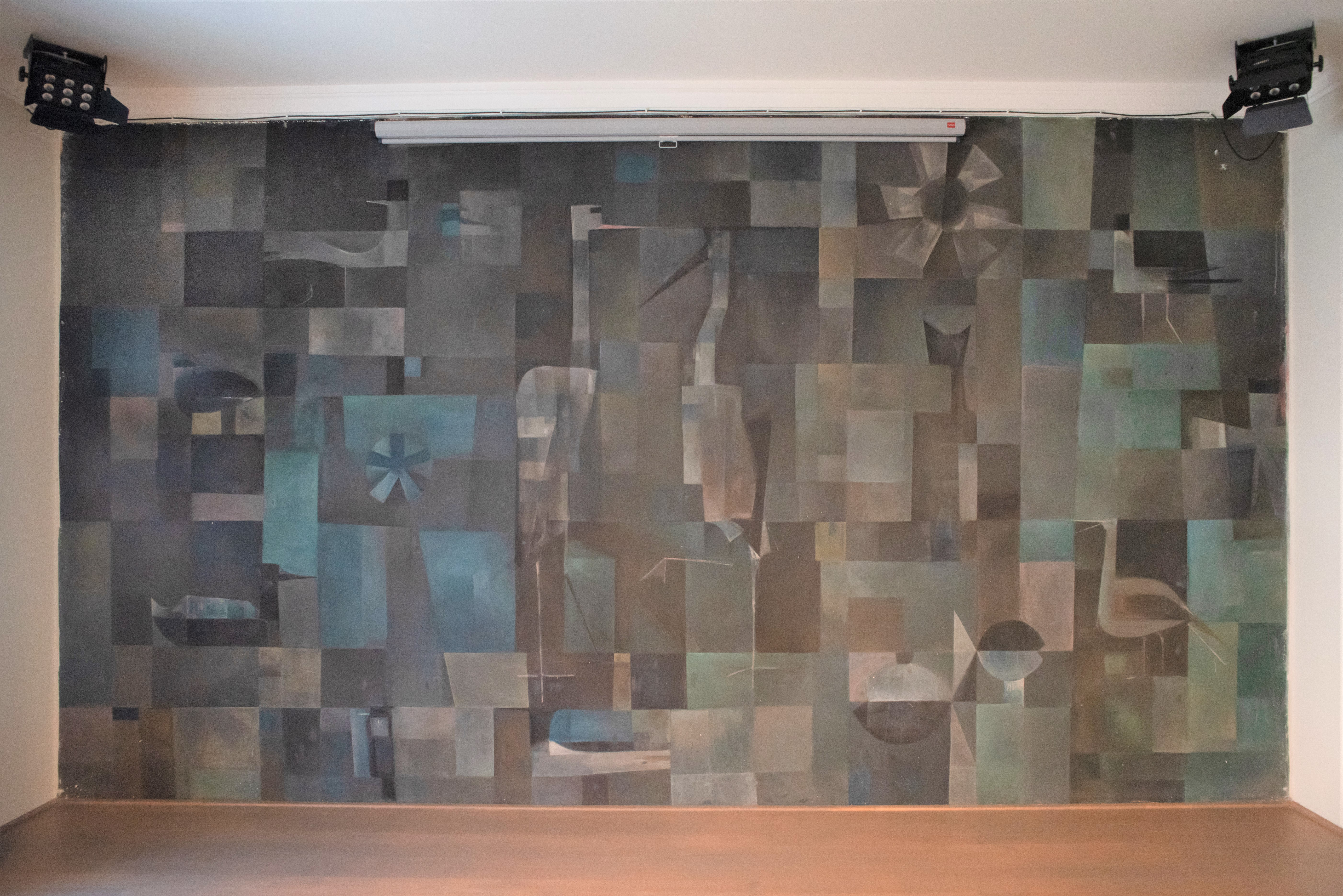
Nástěnná malba Jaroslava Kolihy

V této době (v letech 1964–1965) byly také provedeny např. nástěnné malby Jaroslava Kolihy (a spoluautora arch. Antonína Malce) s názvy Jihočeští ptáci (v prostoru současné divadelní kavárny) a Kolombína (v původním foyer, dnes zničená). Použitou technikou byla vaječná tempera na kaseinovém podkladu. Mimo dvou zmíněných zůstaly ve skicách další tři malby (pro prostory kuřárny a schodiště), které však nebyly realizovány.

Součástí úprav byla i nástavba nad jižní částí Tylova domu, kam byla umístěna nová zkušebna, a upravoval se i park za ním.

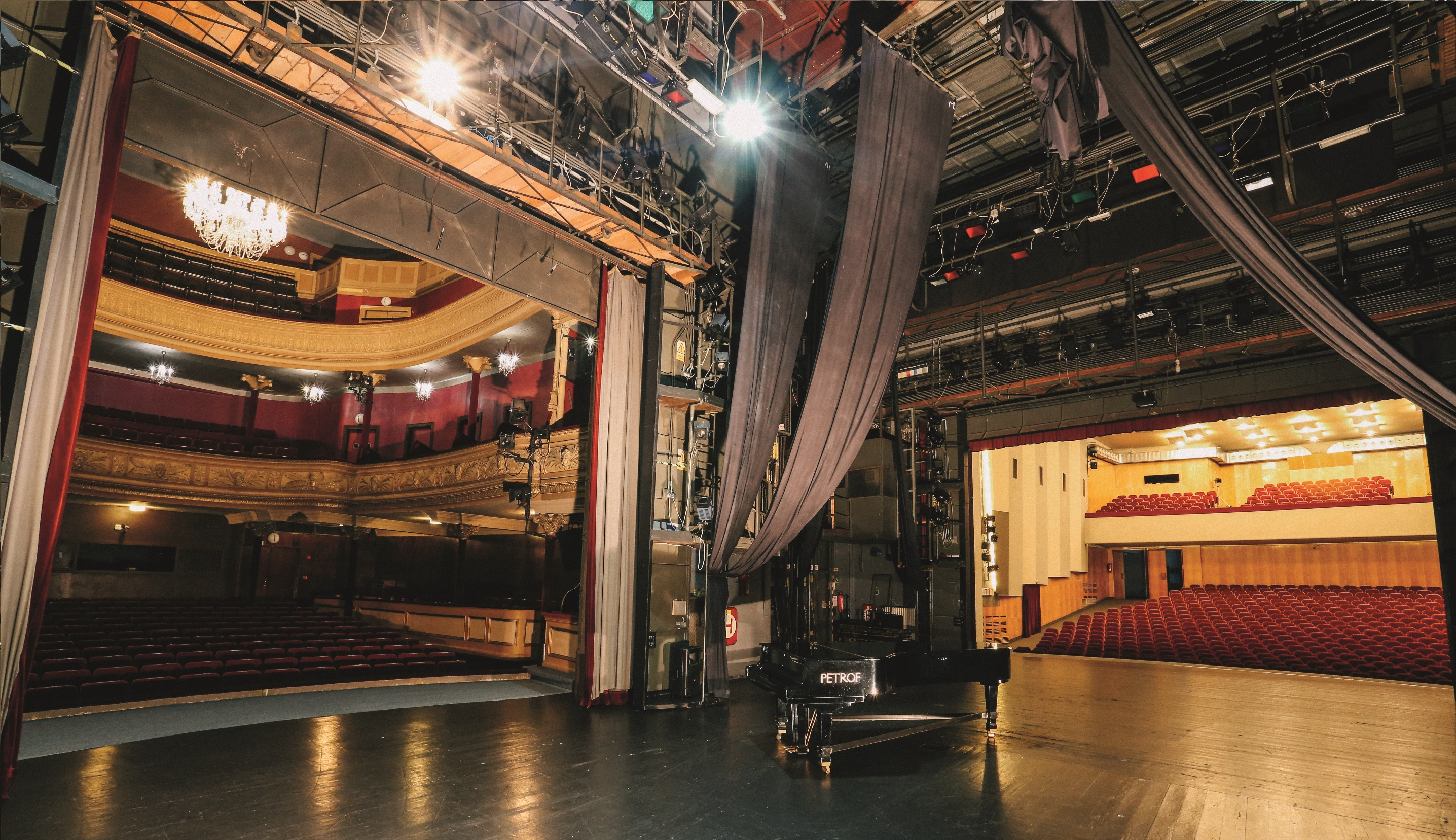
Pohled z jeviště do obou sálů

Rekonstrukce byla zahájena v říjnu 1958, kolaudovalo se v roce 1965. Nový provoz divadla byl zahájen 3. a 4. října 1965, hrou J. K.Tyla Jan Hus, v podání místních ochotníků, a slavnostně ještě jednou, 31. října, kdy zde soubor Národního divadla hrál Jiráskovu Lucernu s Danou Medřickou v roli paní kněžny. Při otevření byl přítomen i ministr školství a kultury, František Kahuda. Začala další kapitola v novodobé historii táborského divadla.
Nové divadlo, do té doby fungující jako Městské divadlo (do roku 1965), dostalo i nový název – Divadlo Ivana Olbrachta (do roku 1990), podle významného českého spisovatele a prozaika. Bylo určeno pro poloprofesionální provoz – kromě zájezdových představení zde hráli i místní ochotníci, kteří byli ještě před dokončením stavby sloučeni (spolu se souborem Elektroisoly a ZK ČSD) do Souboru Divadla I. Olbrachta (začínali zde např. herci František Němec, Jiří Hrzán, Petr Svoboda, Jan Novotný aj.).
Honosná neorenesanční budova divadla je vyhledávanou lokací domácích a zahraničních filmových produkcí. Natáčel se zde např. seriál Největší z Pierotů (1990), hollywoodský Iluzionista (2006), Menzelovi Donšajni (2013) a zejména televizní pořad Možná přijde i kouzelník. Vzhledem k dobré akustice (údajně jedné z nejlepších v republice) zde s oblibou natáčel Supraphon.

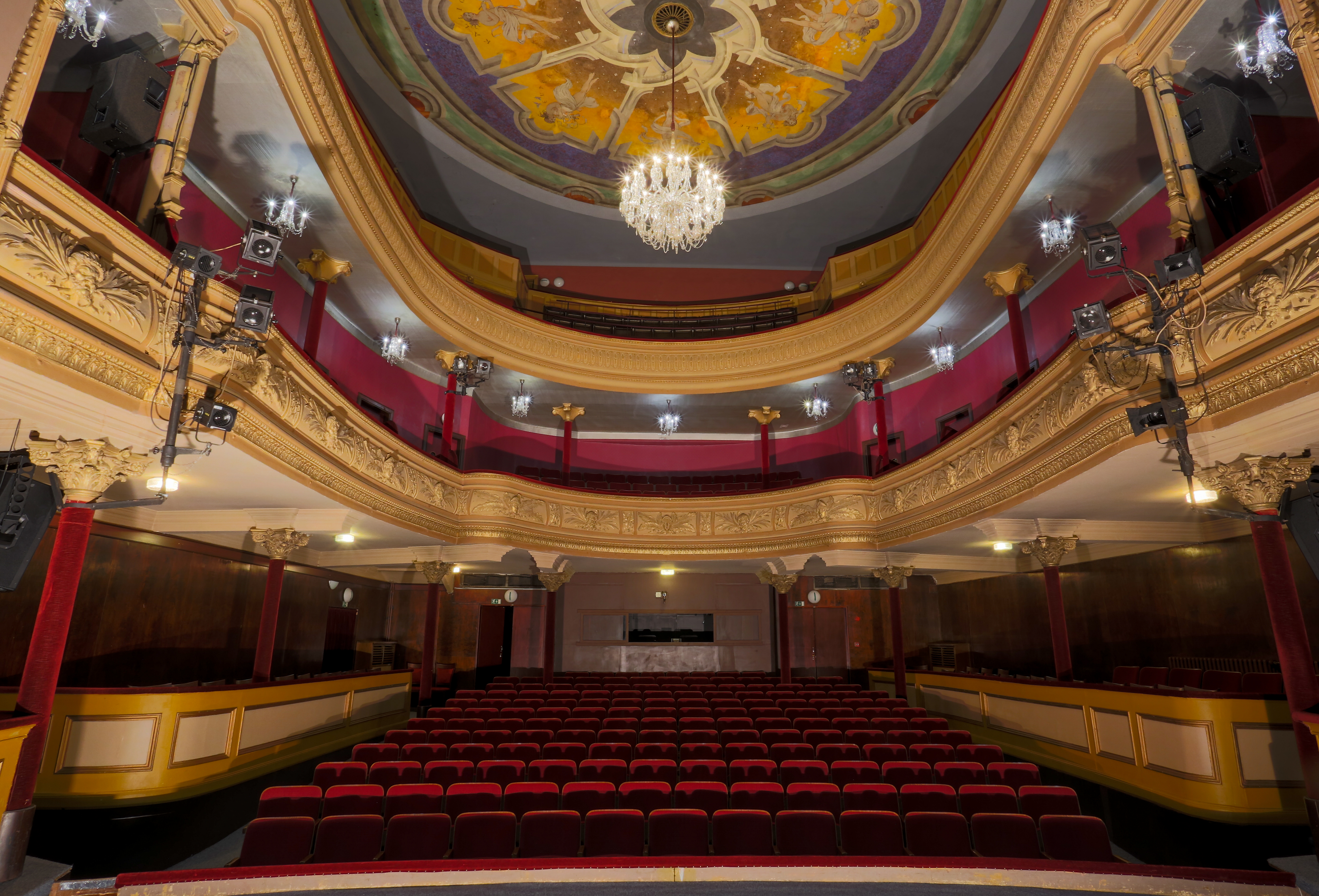
Malý sál se stropní freskou

Během filmařských prací byla např. znovu odhalena unikátní malba na stropě malého sálu, dlouho zakrytá podhledem z akustických desek. Ze stropní fresky (jejíž základ tvoří alegorické výjevy v osmi kruhových výsečích, tvořících jeden velký kruh), kolem křišťálového lustru (zavěšeného 13 metrů vysoko), teď na diváky shlíží osm múz. Jsou to Kaliopé – bdící nad eposem a hrdinským zpěvem, Erató – nad milostnou poesií, Terpsichoré – nad tancem, Melpomené – nad tragédií, Urania – nad hvězdami a počty, Kleió – nad historií, Polyhymnia – nad hymny a sborovou lyrikou, Euterpé – nad lyrickým básnictvím, zpěvem a hudbou. Je to osm dcer nejvyššího boha Dia a bohyně paměti Mnémosyné. Chybí devátá múza, Thálie, která bdí nad komedií. Ta je všude kolem. Divadlo jí totiž bylo roku 1887 zasvěceno. Kdyby však nezasáhla náhoda (odstraňovalo se osvětlení filmařů a jedna deska spadla), stropní malba by se dodnes možná neobjevila.
Rozšíření divadla přineslo nejen větší pohodlí divákům, ale i dramaturgii možnost úsporněji a s rozmyslem volit umístění pořadů do odpovídajících prostor, tedy nejen pro velkolepé, ale i komorní kulturní zážitky, neboť do Malého (původního) sálu táborského divadla se vejde 300, do nového Velkého 650 diváků.
V roce 1967 ještě vyrostla nad šatnovým traktem nástavba s novou bytovou jednotkou. Tím byla proměna táborského divadla na dlouhou dobu ukončena. Vznikla moderní divadelní budova, svým uspořádáním představující středoevropskou raritu.

### 1990–2020 (současnost)
Další etapa oprav a inovací začala v roce 1990. V roce 1991 byl nad starým sálem rekonstruován strop a krov, přibyla nová ocelová konstrukce. Proběhla výměna topení – za plynové, postupně byly opraveny fasády všech budov, divadlo bylo vybaveno počítačovou sítí, průmyslovou televizí, novou telefonní ústřednou, současnou zvukovou technikou, zajištěny byly bezbariérové vstupy. Nový sál byl zateplen a klimatizován.

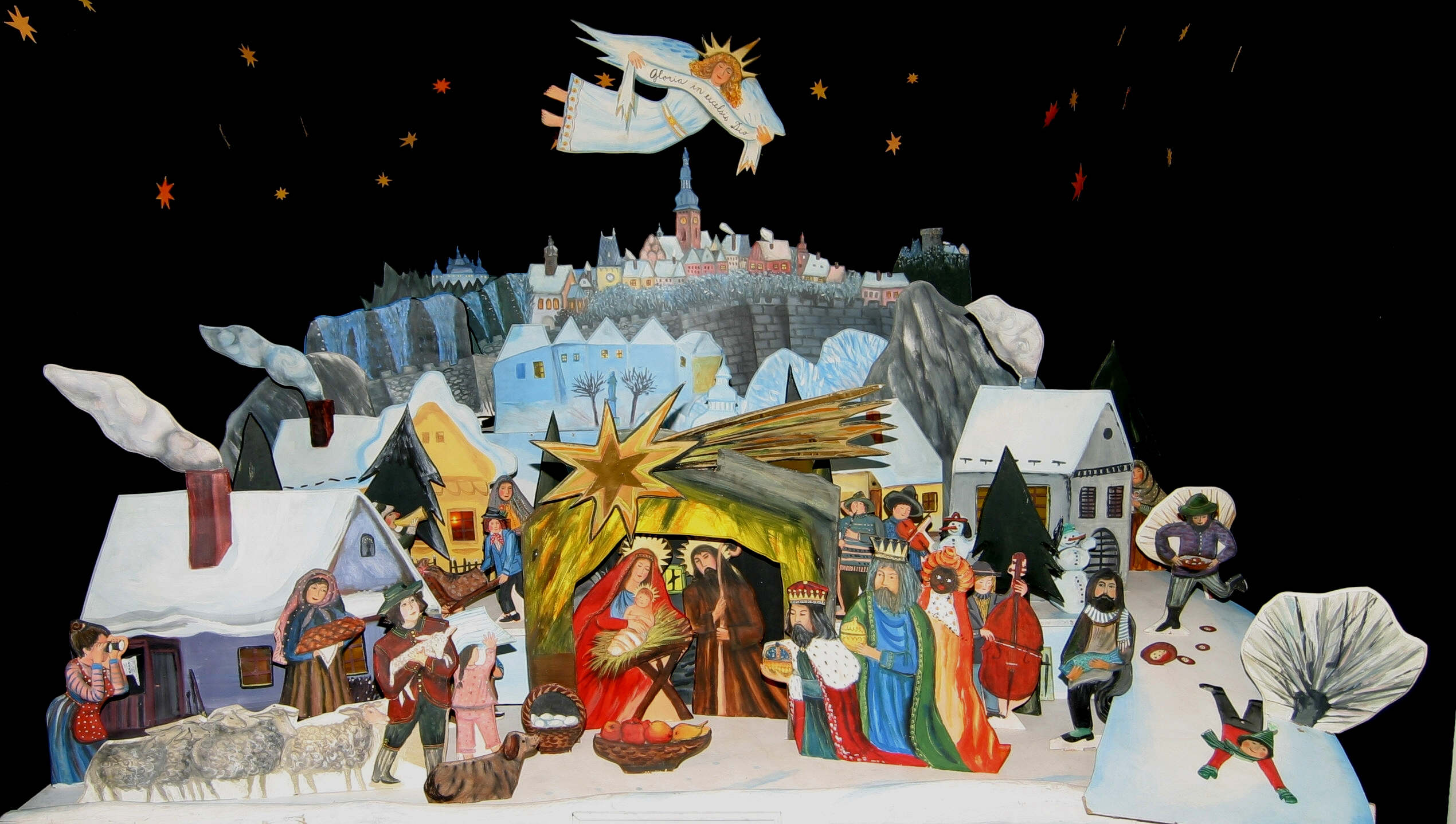
Betlém autorky Máši Valtrové

Od roku 1997 vlastní divadlo další zajímavost, a tou je Táborský divadelní betlém. Jeho autorkou je táborská výtvarnice Máša Valtrová (dcera malíře Karla Valtra).

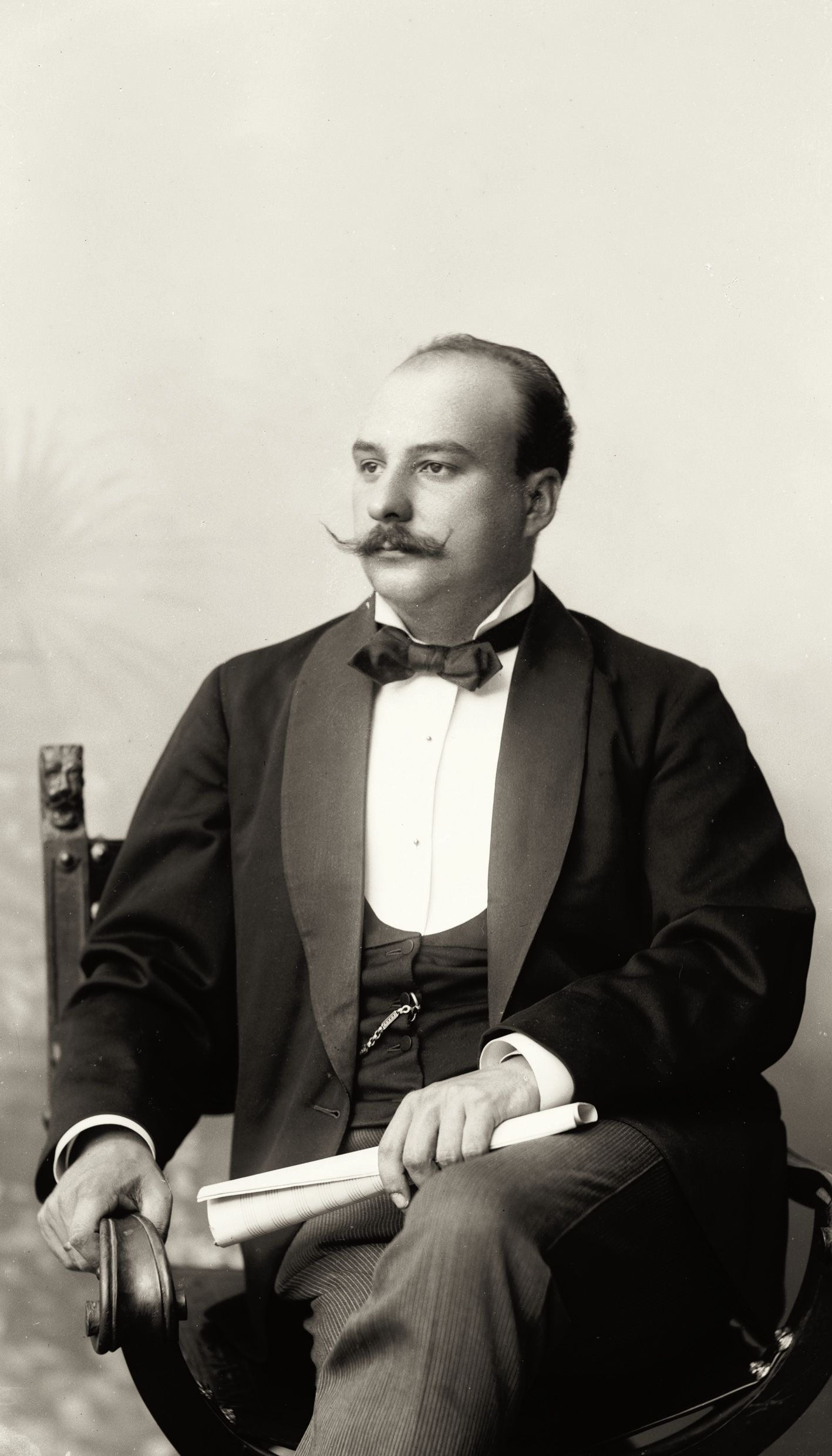
Oskar Nedbal

Poslední rekonstrukce, v letech 2019–2020, zmodernizovala cca 1200 m² plochy. Zrenovované byly veškeré divácké prostory divadla, spolu s doposud nepoužívaným prostorem restauračního zázemí. Moderním způsobem byla obnovena kavárna ve vstupní hale a výstavní síně, včetně využití architektonicky výjimečných prvků (prosklená stěna), instalována byla i vzduchotechnika ve vstupních prostorech. Přízemní prostory vestibulu, foyeru, toalet a pokladny změnily své původní dispozice, rozšířena byla také kavárna v prvním patře. Autory projektu jsou Ing. arch. Monika Krausová a Ing. arch. Martin Kraus, táborský Atelier a_detail. Dodavatelem stavby se stala firma Dřevotvar – řemesla a stavby z Chýnova. Rekonstrukci financoval Jihočeský kraj částkou 32.372.950 Kč. Budovy divadla, včetně pozemku zahrady, jsou dnes ve vlastnictví města Tábora, nebo Jihočeského kraje (s právem hospodaření pro D/O/N) a rozkládají se na pozemcích s parc. č. 607, 608/1,2, 609, 610, 611, 612 a 613. Slavnostní zahájení divadelní sezóny a současně otevření rekonstruovaného divadla proběhlo 21. února 2020 koncertem Jihočeské filharmonie České Budějovice.
Od roku 1990 nese divadlo ve svém názvu jméno slavného táborského rodáka, Oskara Nedbala (1874–1930). Významný hudební skladatel, dirigent a virtuóz, vynikající violista, člen slavného Českého kvarteta, vystudoval v Táboře gymnázium (dnes ZŠ Mikuláše z Husi). Jeho rodný dům, s pamětní deskou z roku 1936, stojí naproti táborskému divadlu (ostatky Oskara Nedbala jsou uloženy na vyšehradském Slavíně).
Ve foyeru divadla je umístěna busta Oskara Nedbala, tu divadlu (v roce 1984) darovalo Muzeum české hudby.
Divadlo je zapsáno na Ústředním seznamu nemovitých kulturních památek (č. 28679/3-4516).

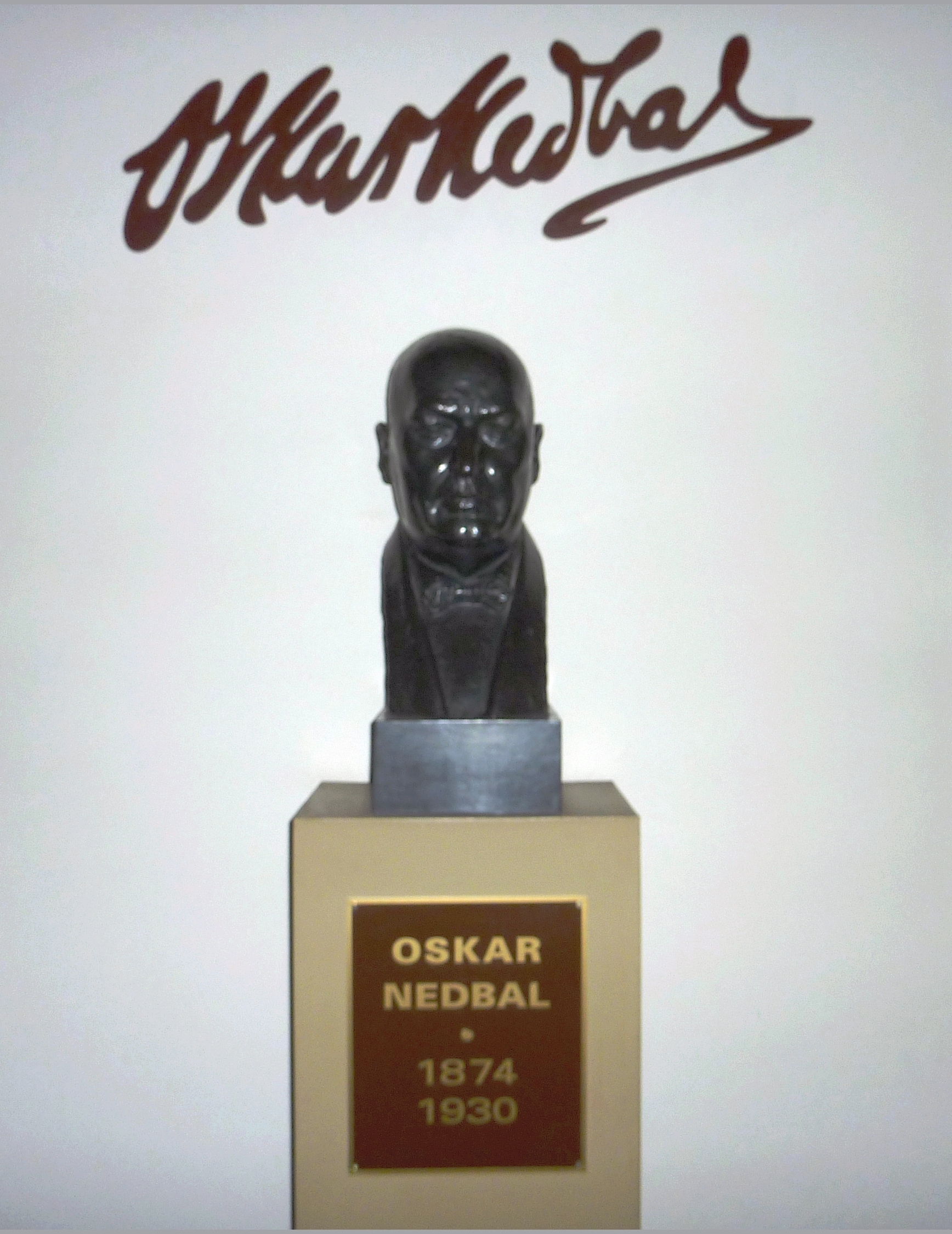
Busta O. Nedbala

## Dramaturgie
Táborské divadlo je tzv. stagiona, tj. divadlo bez vlastního souboru. Diváckou výhodou při „dovozu“ zájezdních představení je pestrost repertoáru, lze vždy vybrat to nejlepší z toho, co se během sezóny objeví na divadelních prknech v celé České republice. Dramaturgie divadla je cílevědomá, má ve všech žánrech potřebný přehled. Uvádí špičkové soubory i díla a dovede pro obojí najít pevný okruh zájemců.
Oba divadelní sály dnes navštíví ročně více než 60 000 diváků, divadlo má cca 1700 stálých předplatitelů (abonentní systém zavedla v šedesátých letech dramaturgyně PhDr. Dagmar Chobotová, v roce 1996 oceněná Cenou města Tábora). Ročně se zde uvádí cca dvě stovky divadelních, hudebních a tanečních představení.
Hostuje zde pravidelně na tři desítky všech pražských, brněnských a většiny oblastních divadelních souborů. Prezentována je různorodá režijní a herecká práce, klasické texty i nové divadelní hry, prostor je poskytován známým hereckým tvářím i talentovaným nováčkům, zavedeným tvůrčím týmům i těm, které si místo na slunci teprve hledají. V táborském divadle pravidelně hostují prestižní soubory (např. Městská divadla pražská, Divadlo Na zábradlí, Divadlo pod Palmovkou, Národní divadlo Brno, HaDivadlo), diváky oblíbené scény (Studio DVA, Divadlo Na Jezerce, Divadlo Ungelt,...), progresivní nezávislé soubory (VOSTO5, Divadlo Letí, Cirk La Putyka,...) i oceňovaná regionální divadla (Slovácké divadlo, Klicperovo divadlo, Činoherní studio atd.). Divadelní dramaturgie nezapomíná ani na podporu místních kulturních aktivit (uvedla např. Divadlo mladých Tábor, Soubor Tábor o.s., Keramičku, koledy s Pouličníky a Vánoce s Jihočeskými muzikanty). Divadelní dopoledne jsou věnována představením pro školy. Poskytuje se zde prostor pro hostování umělců z celé České republiky a příležitostně i ze zahraničí.
Nedílnou součástí divadla jsou i výstavní prostory (Výstavní síň, galerie Evárium a foyer Malého divadla), divadelní DON klub a kavárna, která jsou místem setkávání a besed s osobnostmi divadelní scény, s herci, tvůrci a režiséry. Probíhají zde pravidelná měsíční Science Café – seriál přednášek a neformálních diskusí s českými vědci o aktuálních tématech a dění ve vědě, také cestopisné přednášky a scénická čtení. V DON galerii, která je nejnavštěvovanějším výstavním prostorem v Táboře, a dalších místech divadla se každoročně realizuje více než desítka výstav českých výtvarníků a fotografů. Sály jsou zároveň využívány jako koncertní síně pro hudbu všech žánrů. Pořadům, jež se konají v červenci a srpnu, v rámci Táborského i Divadelního kulturního léta (např. open-air divadelní představení a koncerty, prohlídky divadla, pohádky v divadelní zahradě, tvůrčí dílny), slouží kromě toho ještě přilehlý terasovitý divadelní park.
Divadlo pro návštěvníky občas pořádá také komentované prohlídky, při kterých se zájemci, mj., mohou postavit na jeviště a nahlížet do obou dvou sálů najednou.

### Fotografie
- archív Šechtl-Voseček
- archiv divadla
- galerie MSON-Tábor